# 14 مفكرة عن الحرب العظمى
14 مفكرة عن الحرب العظمى، سلسلة من الدراما الوثائقية الدولية تم صدورها عام 2014، تناولت السلسلة الحرب العالمية الأولي تحت عنوان يوميات الحرب العظمي عندما تم بثها علي هيئة الإذاعة البريطانية. استعرضت السلسلة مزيجا من المشاهد التي تم تمثيلها ولقطات الأرشيف والرسوم المتحركة.
السلسلة من تأليف جان بيتر ويوري وينتربرج وإخراج جان بيتر. في صورة استشارية مثيرة، نجح المنتج والكاتب السينمائي الهولندي مارتن فان دير دوين والمؤلف اندرو بامفيلد من هيئة الإذاعة البريطانية علي تطوير الفيلم. هذه السلسلة هي فكرة أعدها جونار ديديو. يعمل منتج في شركه لوكس فيلم وأولريك دوتر، رئيس محطة أرتيو في راديو شمال ألمانيا.

## القصة
تسرد الحلقات الفردية من السلسلة قصة الحرب العالمية الأولي، من منظور الجنود وربات البيوت عمال المصانع والممرضات والأطفال، وليس من منظور السياسيين والجيش. في المجمل يوجد 14 شخصية رئيسيه، تم إعادة تفعيل المشاهد ذات المعني من حياتهم وتشابكها. والنتيجة ليست فقط تاريخًا سياسيًا أو عسكريًا للحرب العالمية الأولى، ولكنها قصة تجسد بشكل مؤثر مشاعر الناس ومزاجهم.

## إنتاج

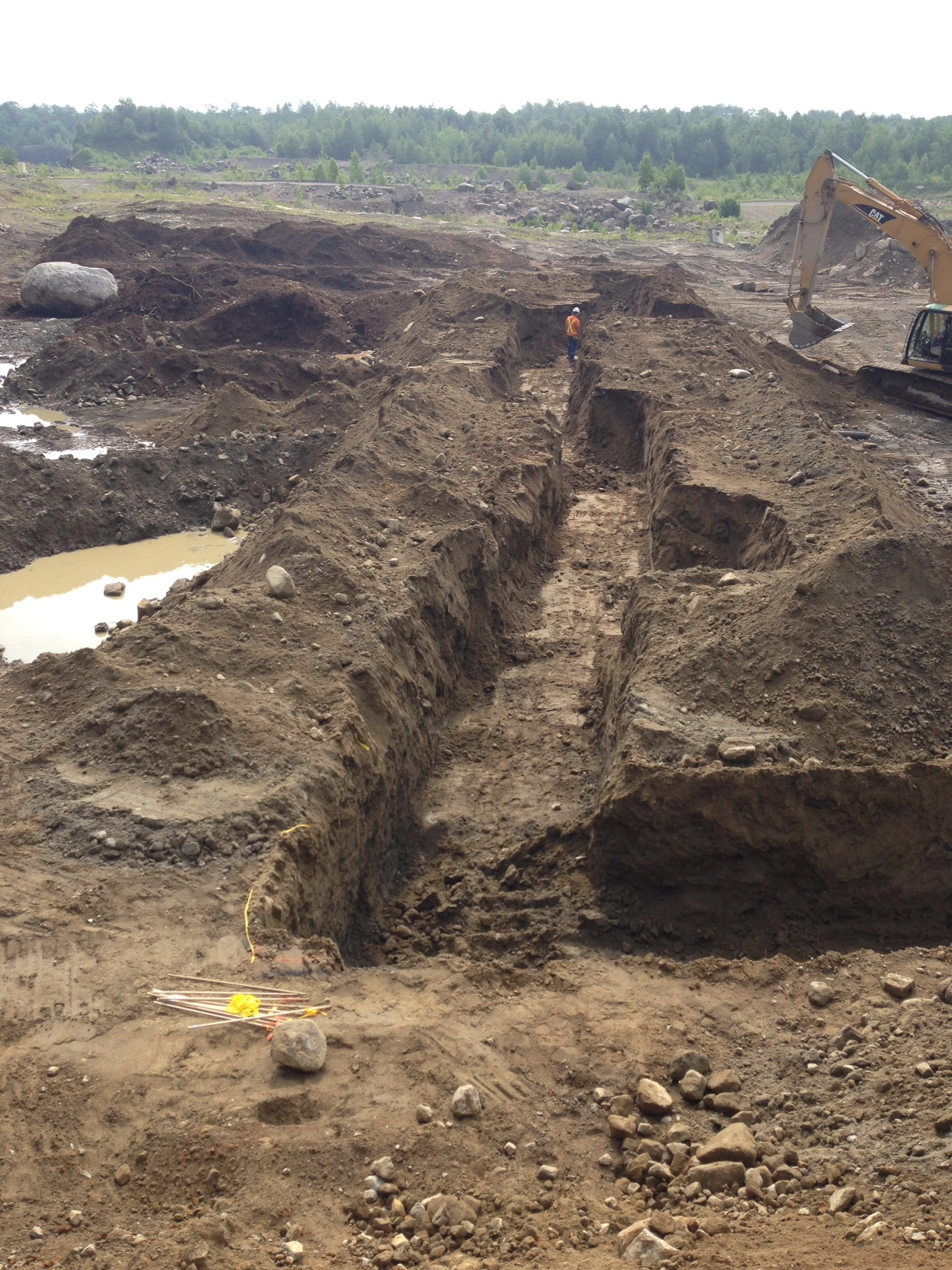
بناء الخنادق في سان جيروم، كيبك

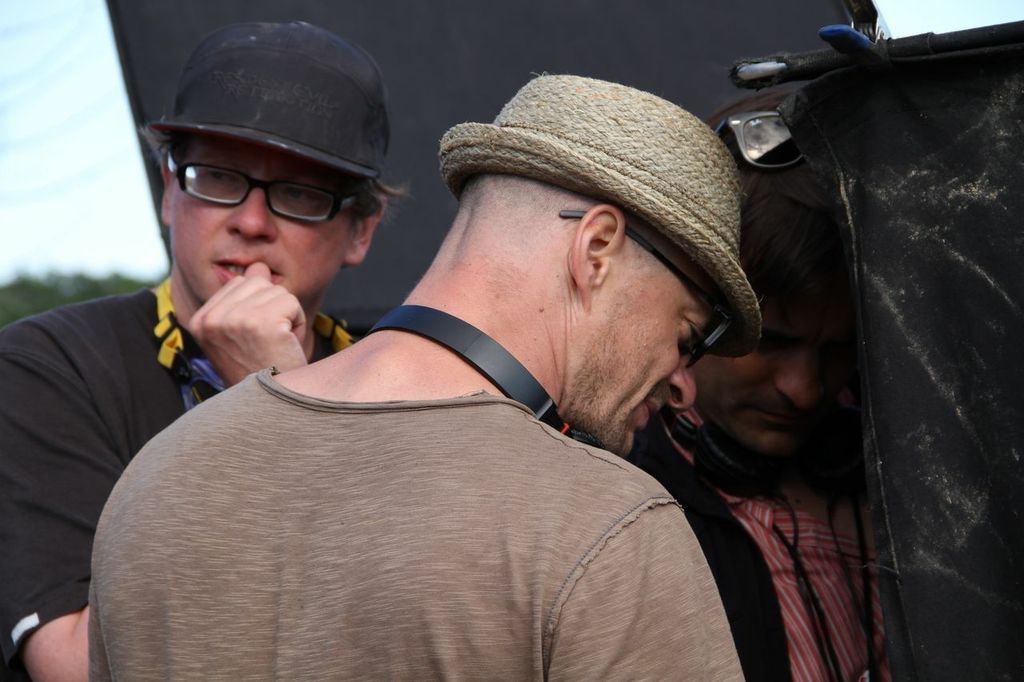
المخرج جان بيتر والمصور السينمائي أثناء الإنتاج في كندا.

السلسلة من إنتاج لوكس فيلم.

### تطوير
أخذت النصوص من مذكرات ورسائل رجال ونساء عانوا في الحرب العالمية الأولي في ألمانيا وفرنسا والمملكة المتحدة وإيطاليا والنمسا والمجر وروسيا والولايات المتحدة، المكتوبه خلال الفترة من 1914 إلي 1918. تم فحص أكثر من 1000 مجلة ومجموعة من الرسائل وتم اختيار 14 قصة متحركة عن الحرب العالمية الأولي من هذه المجموعة. استغرق اختيار اليوميات وأعمال التطوير اللاحقة اربع سنوات.

### أرشيف لقطات
تستخدم السلسلة مواد أرشيف سينمائية وتصويرية من إجمالي 71 أرشيفًا في 21 دولة. جاءت معظم المواد من المسار البريطاني في المملكة المتحدة، جومون باثي في فرنسا، كراسنوجورسك في روسيا، أرشيف الفيلم الفيدرالي في ألمانيا، متحف السينما النمساوية، إدارة الأرشيف والوثائق الوطنية، متحف الحرب الإمبراطوري.

### التصوير

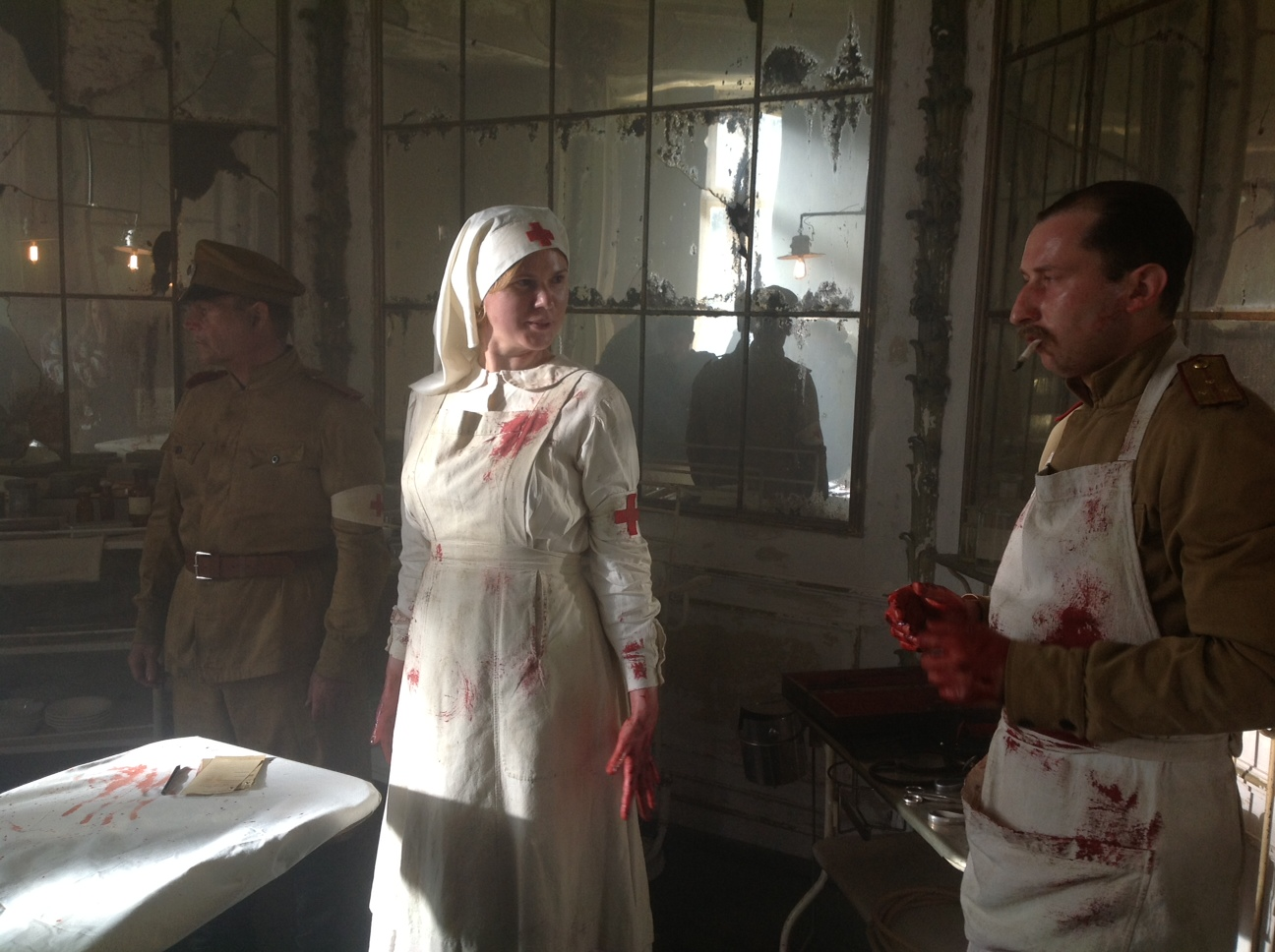
مستشفى روسية في فروستشويلير شاتو.

تم تصوير الفيلم في فرنسا وكندا وألمانيا، واستغرق أكثر من 50 يوما.
اهتم الجزء الفرنسي بتصوير عمليات إطلاق النار في ستراسبورج وما حولها، شملت التصوير الحمامات التاريخية ومصنع الجعة المهجورة ومدينة فروستشويلير.
أما الجزء الكندي فاهتم بتصوير عمليات إطلاق النار في مقاطعة كيبيك. من بين المواقع مقلع قديم شمالي مونتريال.

### الفريق
| المخرج                 | جان بيتر                                                                               |
| المؤلفون               | جان بيتر، يوري وينتربرغ، مارتن فان دير دوين، أندرو بامبفيلد، ستيفين فالك، فلوريان هوبر |
| التصوير السينمائي      | يورغن ريبرغ                                                                            |
| الموسيقى               | لوران إيكويم                                                                           |
| تصميم الإنتاج          | باتريك فالفيردي، ميشيل مارسولا                                                         |
| تصميم الملابس          | فاليري أدا                                                                             |
| التحرير وتصميم المشاهد | سوزان شيبلر                                                                            |
| التحرير                | مارتن شرودر، ياسمين هوفهاوس                                                            |

## الشخصيات الاساسية

### سارة بروم ماكنوتون
في 26 أكتوبر 1864، ولدت سارة بروم ماكنوغتان في بارتيك، اسكتلندا. بعد أن خدمت بالفعل في حرب البوير، كانت المرأة البريطانية لديها خبرة كممرضة. في عام 1914، تطوعت، عندما تم البحث عن مساعدين للجيش البريطاني في بلجيكا. في عام 1915، شاهدت أول هجوم بالغاز على ابرس. في 24 يوليو 1916، توفيت ماكنوتون، عن عمر يناهز 51 عامًا.

### تشارلز إدوارد مونتاج
في 1 يناير 1867، ولد تشارلز إدوارد مونتاج، ابن لكاهن كاثوليكي ونشأ في لندن. بعد التخرج، أصبح صحفيًا. كان مونتاج معاديًا للحرب وعالمًا مسالمًا- حتى صيف عام 1914. على الرغم من أن عمره 47 عامًا، فقد تطوع لهذا المجهود الحربي. بعد الحرب، استأنف مسيرته الصحفية لكنه تقاعد بعد فترة وجيزة من أجل قضاء سنه ككاتب. في 28 مايو 1928، توفي تشارلز إدوارد مونتاج عن عمر يناهز 61 عامًا.

### كاتي كولويتز
في 8 يوليو 1867، ولدت كاتي كولويتز في كونيغسبرغ. فنانة ألمانية مشهورة اشتراكية مسالمة وسلمية. لكن مع بداية الحرب، لم تتمكن الفنانة البالغة من العمر 47 عامًا من تجنب الروح الوطنية للتفاؤل في ألمانيا. تطوع ابنها بيتر للخدمة العسكرية، وسافر إلي بلجيكا في عام 1914 إلى أن قتل في شهر أكتوبر. في 22 أبريل 1945، توفيت كاتي كولويتز، في موريتزبرج عن عمر يناهز 77 عامًا، أي قبل أيام قليلة من نهاية الحرب العالمية الثانية.

### اثيل كوبر
في 24 ديسمبر 1871، ولدت إثيل كوبر في شمال أديليد. بين عامي 1897 و 1906، درست الموسيقى في لايبزيج، لكنها عادت مؤقتًا إلى أستراليا. مع بداية عام 1911، أصبح لايبزيج منزلها بالتبني. مع اشتعتا الحرب، وجدت نفسها فجأة تعتبر عدواً أجنبياً. كانت تتجسس وتعاني من الجوع والمرض، لكن لم يُسمح لها بمغادرة البلاد. في 25 مايو 1961، توفيت كارولين إثيل كوبر في مالفيرن، أستراليا عن عمر يناهز 90 عامًا.

### لويس بارثاس

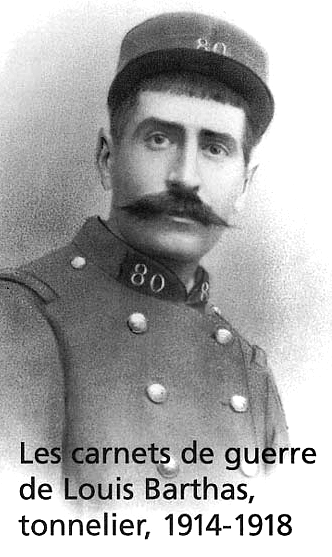
لويس بارثاس (1879–1952)

في 14 يوليو 1879، ولد لويس بارثاس، في منطقة لانجدوك الفرنسية لصناعة النبيذ، ابن لصانع براميل. تولي مهنة والده. عندما بلغ عامه 35 تم تجنيده في جيش الاحتياط. في الأيام الأخيرة من عام 1914، وجد نفسه على واحدة من أخطر أقسام الجبهة الألمانية الفرنسية وشهد أحداث حرب الخنادق. بعد الحرب، بدأ العمل كصانع برميل مرة أخرى. في 4 مايو 1952، توفي بارثاس عن عمر يناهز 72 عامًا.

### كارل كاسر
في عام 1889، ولد كارل كاسر، في بلدة كيلب النمساوية السفلى. على الرغم من وجود إصابة في يده، كان المزارع البالغ من العمر 25 عامًا لائقًا للخدمة العسكرية. في أوائل عام 1915، على مضض، اضطر إلى التجنيد. تم القبض عليه من قبل الروس خلال القتال على الجبهة الشرقية. كانت هذه بداية أوديس متعددة السنوات في جميع أنحاء الإمبراطورية القيصرية التي انتهت فقط في 4 أكتوبر 1920. في عام 1976، توفي كارل كاسر، عن عمر يناهز 87 عامًا.

### غابرييل ويست
في عام 1890، ولدت غابرييل ويست، كشابة من عائلة بريطانية ثرية، كان من الطبيعي أن تخدم بلدها من خلال العمل التطوعي. أصبحت حارسًا في مصنع للذخائر، حيث تواجه ظروف العمل الرهيبة للنساء هناك. تاريخ وفاتها غير معروف. تم نشر مذكراتها تحت اسم مذكرات الحرب العالمية الأولى لملكة جمال غرب.

### بول بيريود
في عام 1890، ولد بول بيري، في جنوب غرب فرنسا. في بداية الحرب، كان ماري وبول بيريود زوجين شابين. لكن المزارع الشاب تم فصله لفترة طويلة عن زوجته ماري بسبب الحرب. كانت علاقته الوحيدة بها هي المشاركة الميدانية. في رسائله يحكي معاناة الجنود في الجبهة. بعد سنوات عديدة مع زوجته، توفي بول بيريود في عام 1970 قبل عيد ميلاده الثمانين بفترة قصيرة. موتك سيكون ملكي: بول وماري بيريود في الحرب العظمى، بقلم مارثا حنا، نشرت سيرته الذاتية في عام 2008.

### ماري بيري
في عام 1892، ولدت ماري بيريود، بالقرب من باريس. في بداية الحرب، كان ماري وبول بيريود زوجين شابين سعداء. ومع ذلك، عندما ذهب زوجها إلى الحرب، كان على ماري القيام بالعمل الشاق في المزرعة. تكتب في رسائلها الشخصية إلى بول عن غيرتها وعن رغبتها الكبيرة في العلاقة الحميمة والحنان والإنجاب. فيما بعد انجب الزوجين ابنا. ولكن للأسف لا يوجد أحفاد قد يخلدون حب الاثنين. في سبتمبر عام 1978، توفيت ماري بيريود بعد ثماني سنوات من وفاه زوجها، عن عمر يناهز 86 عامًا. «موتك سيكون ملكك: بول وماري بيريود في الحرب العظمى»، من قبل مارثا حنا، نشرت في عام 2008.

### فينتشنزو دي أكيولا
في 19 سبتمبر 1892، ولد فينتشنزو دي أكيولا في باليرمو، صقلية. نشأ في الولايات المتحدة بعد هجرة عائلته. في ربيع عام 1915، سافر الشاب البالغ من العمر 22 عامًا على متن سفينة مليئة بالمتطوعين الذين أرادوا القتال من أجل وطنهم الأصلي. في أوروبا، تسبب القتال في وجود مشكلة نفسية لدى دي أكيولا. بعد الحماس الأول، تعرض دي أكيولا لخيبة أمل من الحرب التي تجلى في كل أعمالها الوحشية. تم نقله بالقوة إلى مستشفى للأمراض العقلية مع الظروف السيئة المميزة للفترة الزمنية، كان لدي الأطباء شكوك من أنه كان يزييف مشاكله لتجنب الجبهة. في 26 أبريل عام 1975، توفي دي أكيولا عن عمر يناهز 82 عامًا. في عام 1931، كتب مذكرات بناءً على تجربته بعنوان، السيرة الذاتية لحارس شخصي غائب نشرتها دار ريتشارد سميث للنشر في نيويورك وظهر في إيطاليا عام 2019 لأول مرة.

### ارنست يونغر

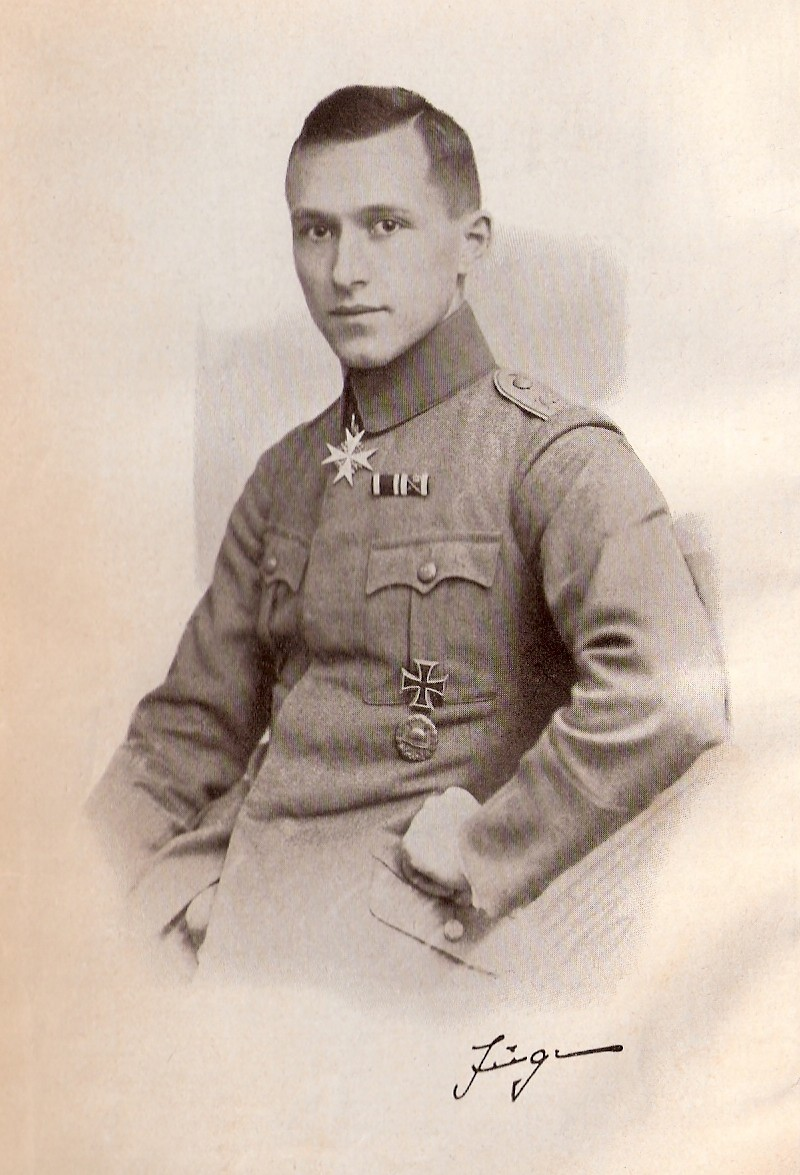
ارنست يونغر (1895–1998)

في 29 مارس 1895، ولد ارنست يونغر، في هايدلبرج. أصبح كاتبا وهو مازال في التعليم الثانوي. في أغسطس 1914، اشترك في الخدمة العسكرية. وفي نهاية عام 1914، تم تعيينه في الجبهة في فرنسا. نجا من عدة معارك قبل نهاية الحرب في عام 1918، بما في ذلك معركة سوم الدامية. توفي في عام 1998 عن عمر يناهز 102 عامًا في مستشفى ريدلينجن.

### مارينا يورلوفا
ولدت مارينا يورلوفا(25 فبراير 1900 - 1 أبريل 1984) جندية روسية ومؤلفة. شاركت في الحرب العالمية الأولى ثم في الحرب الأهلية الروسية إلى جانب الحركة البيضاء المناهضة للشيوعية. أصيبت عدة مرات، فازت بصليب القديس جورج الروسي لشجاعتها ثلاث مرات. حتى وصلت في النهاية إلى فلاديفوستوك، ثم إلى اليابان وأخيراً إلى الولايات المتحدة الأمريكية، حيث بدأت بالعمل كراقصة.
نشرت يورلوفا سيرتها الذاتية في ثلاثة أجزاء: فتاة القوزاق عام Cossack Girl) 1934 تم نشرها في عام 1934 اهتمت في بتغطية أحداث حياتها منذ سن الرابعة عشر عام مرورا بفترة الحرب التي دامت خمس سنوات، أسباب الانهيار المجتمعي في تلك الحقبة. وداعا روسيا عام 1936 (Russia Farewell) تم اصدارها في عام 1936 والتي نشرت من قبل مطبعة مايكل جوزيف، 14 شارع هنريتا، دبليو سي 2، وطباعة قبل جريدة مايفلاور، بلايموث، إنجلترا، استطاعت فيها تغطية الأحداث حتى هجرتها إلى الولايات المتحدة في عام 1922. والمرأة الوحيدة عام 1937 نشر في الولايات المتحدة بواسطة ماكاولي في عام 1938. تتناول الرواية قصة حياتها في الولايات المتحدة.(The Only Woman).

### الفريد كوهر
في 25 أبريل 1902، ولدت الفريد أليس كوهر، اشتهرت باسم بيتي، في مدينة بيلا الألمانية، علي بعد ما يقارب 100 كيلو متر من الحدود الروسية. في بداية الحرب، احتفلت الفتاة البالغة من العمر 12 عامًا، والتي عاشت مع جدتها آنذاك، بالانتصارات الألمانية؛ لكن بعد ذلك أدركت الفريد كيف جلبت الحرب المعاناة والبؤس. في 29 مارس 1989، توفيت إلفريد كوهر، عن عمر يناهز 86 عامًا.

### إيف كونجار
في 8 أبريل 1904، ولد إيف كونجار، في سيدان في شمال فرنسا، نشأ يتمتع بحماية جيدة حتى سن العاشرة. في عام 1914، كان عليه أن يختبر الغزو الألماني وبداية الاحتلال لمدة أربع سنوات. في وقت لاحق أصبح اللاهوتي الكاثوليكي والكاردينال. توفي إيف كونجار في 1955 عن عمر يناهز 91 عامًا في باريس.

## طاقم التمثيل
شمل طاقم التمثيل 14 فردا أساسيا وهم:
| الشخصية              | الممثل                  |
| -------------------- | ----------------------- |
| تشارلز إدوارد مونتاج | ديفيد اكتون             |
| ماري بيري            | إميلي أوبيرتو           |
| سارة بروم ماكنوتون   | سيليا بانرمان           |
| لويس بارثاس          | ميكائيل فتوسي           |
| اثيل كوبر            | ميجان جاي               |
| كاثي كولويتز         | كريستينا جروس           |
| بول بيريود           | لازار هيرسون-ماكاريل    |
| ارنست جونجر          | جوناس فريدريش ليونهاردي |
| فينتشنزو دي أكويلا   | جاكوبو مينيكاجلي        |
| الفريد كوهر          | إليسا مونس              |
| كارل كاشر            | ديفيد أوبركوغلر         |
| إيف كونجار           | أنطوان دي بريل          |
| غابرييل ويست         | نعومي شيلدون            |
| مارينا يورلوفا       | ناتاليا ويتمر           |

## الميزانية والإذاعة
هذه السلسلة تعتبر من أكثر تنسيقات الدراما الوثائقية التي تم إنتاجها بشكل مشترك على الإطلاق في ألمانيا وتم بيعها بالفعل في أكثر من 25 دولة حول العالم قبل إذاعتها كانت ميزانية النسخة الألمانية وحدها حوالي 6 ملايين يورو، اما بالنسبة لجميع الإصدارات الدولية، كانت الميزانية أقرب إلى 8 ملايين يورو.
بمناسبة الذكرى المائة لبداية الحرب العالمية، أعلنت محطة الإذاعة التلفزيونية ARTE إذاعتها لسلسلة من ثمانية أجزاء تبدأ في 29 أبريل 2014 بالتزامن مع ألمانيا وفرنسا. في ألمانيا، يوجد شركاء السلسلة بجانب ARTE - SWR ، NDR ،WDR ، ORF في النمسا، إذاعة بي بي سي في المملكة المتحدة. ستقوم كل من ARD / ORF بإذاعة المسلسل في أربع حلقات مدة كل منها 45 دقيقة. ستعرض إذاعة بي بي سي «14 مفكرة عن الحرب العالمية» تحت عنوان «يوميات الحرب العظمى» في ثلاث حلقات من 60 دقيقة.
في 5 أبريل عام 2014، تم إذاعة حلقة إضافية حول الوضع في هولندا، وأصدرت من قبل المذيعتان الهولنديتان نتر وفبرو. بين 12 أبريل و 7 يونيو، تم إذاعة الحلقات الثمانية «الدولية» المتبقية في هولندا..
كان لدى إذاعة التلفزيون السويدي في السويد عدة شرائح إضافية تم إنتاجها لإضافتها للمسلسل والتي تضمنت مقدمات لكل حلقة من المؤرخ والمؤلف بيتر إنجلوند، وعرض درامايات من مذكرات لستة سويديين لتحكي قصة السويد خلال الحرب العظمى. تم تحريرها في الحلقات الثمانية الأصلية مما يعني أنها انتهت بوقت تشغيل قدره ستين دقيقة. في 26 يونيو، تم عرض الإصدار الأول من السلسلة على SVT1 .

## قائمة بالحلقات
تحتوي القائمة التالية عن عنواين الحلقات الثمانية ومحتواها وهم:
| ر. الإجمالي | العنوان        | المخرج   | الكاتب                              | تاريخ العرض الأصلي |
| --- | -------------- | -------- | ----------------------------------- | ------------------ |
| 1 | «الهاوية»      | جان بيتر | جان بيتر، يوري وينتربرغ             | 29 أبريل 2014      |
| في سجلات الشابه مارينا يورلوفا، والمزارع النمساوي كارل كاسر، والأولاد إيف كونجار وإلفريد كوهر، عان الجميع من اندلاع الحرب. تصف الحلقة كيف انهارت الحياة اليومية مع بداية الحرب ، جنبًا إلى جنب مع الخطب الملتهبة للمعلم والتصوير البطولي للأيام الأولى من الحرب. |                |          |                                     |                    |
| 2 | «الهجوم»       | جان بيتر | جان بيتر                            | 29 أبريل 2014      |
| 3 | «الكرب»        | جان بيتر | جان بيتر، يوري وينتربرغ             | 6 مايو 2014        |
| 4 | «رغبة القلب»   | جان بيتر | جان بيتر، يوري وينتربرغ             | 6 مايو 2014        |
| 5 | «الإبادة»      | جان بيتر | جان بيتر، يوري وينتربرغ، ستيفن فالك | 6 مايو 2014        |
| 6 | «واجهة المنزل» | جان بيتر | جان بيتر، يوري وينتربرغ             | 13 مايو 2014       |
| 7 | «النهوض»       | جان بيتر | جان بيتر، فلوريان هوبر              | 13 مايو 2014       |
| 8 | «نقطة التحول»  | جان بيتر | جان بيتر                            | 13 مايو 2014       |

## موسيقى
تم إنشاء مقدمة السلسلة بواسطة الملحن الفرنسي لوران إيكويم. تم تسجيل قطع الجوقة في براغ.

## دي في دي وبلو راي
في 14 مايو 2014، تم إصدار النسخة الألمانية من السلسلة، على قرص دي في دي وبلو راي.

## ميزة الراديو
بدءًا من 9 مارس 2014، قامت إذاعة دبلو دي أر ببث فيلم وثائقي إذاعي مكون من ستة أجزاء من تأليف كريستين سيفرز ونيكولاس شرودر. تستند هذه السلسلة على أحداث المسلسل التلفزيوني.

## الكتب المصاحبة
يرافق المسلسل كتاب طاولة القهوة، الذي تنشره كتب بي بي سي في المملكة المتحدة، وبوشر فيرلاج في ألمانيا. في ثمانية فصول، يقدم الكتاب صوراً عالية الدقة، والتي كانت ملونة قبل وأثناء الحرب العالمية الأولى. ويرافق كل صورة اقتباس يوميات. كتب المقدمة بيتر إنغلوند.
في أكتوبر 2013، تم نشر الكتاب المصاحب ل 14 مذكرة عن الحرب العظمي من تأليف أوليفر جانز في الحرم الجامعي فيرلاج.

## المعرض المصاحب
يعرض كتاب يوميات الحرب العظمي في معرض خاص، في متحف التاريخ العسكري درسدن. من 1 أغسطس 2014 حتى 24 فبراير 2015 مع جميع السير الذاتية الـ 14 ووجهات نظرهم حول الحرب العالمية الأولى. يركز المعرض على عشية الحرب والعروض الإضافية والبعد وأشكال معاناة كل من الجنود والمدنيين. انتهى المعرض إلى ختام الحرب العالمية الأولى وسيبدأ بتنبؤ في أقرب وقت للحرب العالمية الثانية.

## استقبال

### استجابة نقدية
تلقت السلسلة مراجعات إيجابية للغاية. وصفتها صحيفة فرانكفورتر العامة «بالمؤثرة والعاطفية والحقيقية وأنها علامة فارقة في تاريخ التلفزيون الأوروبي»، بينما وصفتها صحيفة زود دويتشه تسايتونج المسلسل بأنه «قصة الدمار ومستقبل التلفزيون». في حين وصفت صحيفة شتوتجارتر تسايتونج القصة بالمنسوجة جيدا كمسلسل تلفزيوني حديث. أما صحيفة نويه زيوريخ تسايتونج فصرحت قائلة: «لا نملك سوى الإنبهار من مدى جمعه لملاحظات مختلفة من مواقع مختلف في مزيج متماسك». بينما وصفها دايركت ماتين بأنها «ذات جودة استثنائية».
وصفت إن آر سي هاندلسبلاد النسخة الهولندية من المسلسل بأنه مجموعة من العواطف، تجعلك ترى التاريخ".

### تقيمات الجمهور
| شبكة قنوات | البلد   | الموعد                                          | نسبة المشاهدة | متوسط مشاهدة الحلقات 1-8 (%) |
| ---------- | ------- | ----------------------------------------------- | ------------- | ---------------------------- |
| أرتيو      | ألمانيا | الثلاثاء، 20.15 - 22.50                         | 1,0%          | 1,4%                         |
| أرتيو      | فرنسا   | الثلاثاء، 20.50 - 23.35                         | 2,0%          | 2,2%                         |
| أو أر إف   | النمسا  | الثلاثاء، 22.35 - 00.05 + الجمعة، 22.50 - 00.20 | 12,2%         | 14,0%                        |

## وصلات خارجية
- 14 مفكرة عن الحرب العظمى على موقع IMDb (الإنجليزية)
- 14 مفكرة عن الحرب العظمى على موقع فيلمافينيتي (الإسبانية)
- 14 مفكرة عن الحرب العظمى على موقع ليتربوكسد (الإنجليزية)
- 14 مفكرة عن الحرب العظمى على موقع كينوبويسك (الروسية)
- 14 مفكرة عن الحرب العظمى على موقع قاعدة بيانات الفيلم (الإنجليزية)

- الصفحة الرسمية لسلسلة 14 مفكرة عن الحرب العظمى- باللغة الألمانية.
- سلسلة 14 مفكرة عن الحرب العظمى.
- الإعلان الرسمي لسلسلة 14 مفكرة عن الحرب العظمى.
- نقد الفيلم.
- معرض خاص في متحف الجيش الألماني في دريسدن.
- 14 مفكرة عن الحرب العظمى- على قاعدة بيانات الأفلام على الإنترنت.